# تهومپسونس استیشن (تنسی)
تامپسونز استیشن(به انگلیسی: Thompson's Station) شهری در ایالت تنسی کشور ایالات متحده آمریکا است که جمعیت آن در سرشماری سال ۲۰۱۰ میلادی، ۲٬۱۹۴ نفر بوده‌است.